# Trajectoires (entreprise)
Pour les articles homonymes, voir Trajectoires (homonymie).
Trajectoires est une société publique locale détenue par la Ville de Rennes et Rennes Métropole, chargée de réaliser les projets de transports en commun de la métropole rennaise.
Fondée en 1992 en tant que société d'économie mixte sous le nom Société d'économie mixte des transports collectifs de l'agglomération rennaise (SEMTCAR) puis rebaptisée Trajectoires lors de son changement de statut juridique en 2022, elle a notamment piloté la conception et la réalisation du métro de Rennes.

## Histoire
Le 24 janvier 1992, Rennes District décider de créer une société d'économie mixte qui a pour objet « d'étudier, de réaliser et d'exploiter le VAL et le réseau existant de bus » ; le District vient alors de reprendre la compétence transport au Syndicat intercommunal des transports collectifs de l'agglomération rennaise (SITCAR) qui est dissous,.
L'assemblée constitutive de la Société d'économie mixte des transports collectifs de l'agglomération rennaise (SEMTCAR) a lieu le 2 avril 1992. Elle est enregistrée au registre du commerce et des sociétés le lendemain,,.
La création de la SEMTCAR a été préférée au régime de la concession, en raison d'un surcoût estimé à 400 millions de francs pour le projet, déjà estimé à près de 2,6 milliards de francs, et de la maîtrise d'ouvrage en régie,. La mission de la SEMTCAR débute officiellement en 1993, après une période transitoire où Rennes District assume cette responsabilité. La convention de mandat de travaux entre le district et la SEMTCAR est signée le février 1993.
Le 1er janvier 1994, la SEMTCAR devient, parallèlement, l'exploitant du réseau STAR mais délègue cette tache à d'autres entreprises : la Société des transports urbains rennais (STUR) pour 70 % des services et aux affrétés pour les 30 % restants, tandis que le service de transport spécialisé est assuré par une association. Curiosité de ce montage, la SEMTCAR reçoit l'assistance de Transdev tandis que la STUR appartient au groupe VIA-GTI, concurrent direct du premier.
Ce rôle d'exploitant pour la SEMTCAR s'arrêtera en 1999, la STUR — plus tard, Keolis Rennes — devenant alors le délégataire du réseau.
Cette mission de maîtrise d'ouvrage se déroule dans le cadre d'un mandat au nom et pour le compte du district, qui devient Rennes Métropole en 2000. La ligne A est mise en service le 15 mars 2002.
En janvier 2007, un second mandat est attribué à la SEMTCAR dans le cadre de la réalisation de la seconde ligne du métro de Rennes. Un troisième mandat lui est attribué le 1er octobre 2019 dans le cadre du projet d'augmentation de la capacité de la ligne A. En parallèle, la SEMTCAR a été sollicité pour le projet d'installation des portillons d'accès sur cette même ligne.
En dehors de ses missions liées au métro de Rennes, la SEMTCAR a obtenu le 22 mars 2018 le mandat de maitrise d'ouvrage de Rennes Métropole pour la passation des marchés et l'assistance à la communication en vue de la restructuration de l'usine de valorisation énergétique de Villejean, mission qui s'achève à la notification du marché de conception et réalisation. Elle est aussi sollicitée sur des missions d'assistance limitée de maitrise d'ouvrage, comme sur le tramway de Tours avec Transamo.
Le 23 avril 2021, la chambre régionale des comptes publie un rapport concernant l'avenir de l'entreprise et encourage « la Semtcar [à] évoluer vers un mode de fonctionnement multi-projets » et à se diversifier en dehors des transports.
En octobre 2022, un mois après l'ouverture de la ligne B le 20 septembre, la SEMTCAR se réorganise et devient une société publique locale détenue par la Ville de Rennes et Rennes Métropole sous le nom Trajectoires afin de préparer l'après-métro et notamment la réalisation du bus à haut niveau de service de Rennes (Trambus), poursuit le projet d'augmentation de la capacité de la ligne A ainsi que le contrat lié à la ligne B jusqu'à son échéance,. Trajectoires s'est ainsi vu confier par Rennes Métropole un mandat d'étude et de travaux pour les lignes T3 et T4 du Trambus puis en 2023 un autre mandat pour remplacer les 44 ascenseurs de la ligne A.

## Identité visuelle

### Logo

Ancien logo des années 1990
Ancien logo des années 2000
Ancien logo des années 2010
Logo actuel

### Slogan
- Avant 2022 : Projets de métro à Rennes[12] ;
- Depuis 2022 et le changement de nom : Construire les mobilités de Rennes Métropole[13].

## Organisation

### Actionnariat
En 2020, la SEMTCAR est une société d'économie mixte détenue par des actionnaires publics et privés :
- Rennes Métropole : 68,7 % ;
- Transdev-Transamo : 30 % ;
- Crédit mutuel Arkéa : 0,80 % ;
- Crédit agricole d'Ille-et-Vilaine : 0,40 % ;
- Banque populaire du Grand Ouest : 0,10 %.

Avec le changement de statut vers la société publique locale, la structure rebaptisée Trajectoires est détenue à 85 % par Rennes Métropole et à 15 % par la Ville de Rennes,.

### Direction
Le président est Matthieu Theurier, le vice-président est Philippe Thebault et le directeur général est Xavier Tirel.
Historique des présidents :
- 1992 à 2001 : Jean Normand[16] ;
- 2001 à 2014 : Daniel Delaveau[17] ;
- 2014 à 2020 : Emmanuel Couet en sa qualité de président de Rennes Métropole ;
- 2020 à 2022 : Nathalie Appéré en sa qualité de présidente de Rennes Métropole ;
- Depuis 2022 : Matthieu Theurier en sa qualité de vice-président aux transports de Rennes Métropole[15],[18].

### Employés
Trajectoires employait 25 personnes en 2021, dont 10 femmes, sur trois postes principaux : 17 salariés à l'opérationnel, 6 au support et 2 à la communication.
Le passage en SPL et le changement des missions provoque une réduction de la masse salariale, qui passe à 15 employés en 2024 : 10 salariés à l'opérationnel, 4 au support et un à la communication.

## Finances
En 2020, les produits d'exploitation se sont élevés à 4,161 millions d'euros pour 4,041 millions d'euros de charges d'exploitation.
En 2021, l'entreprise dispose de 2 421 400 € de fonds propres, pour une dette de 41 274 600 €. Le chiffre d'affaires est de 3 689 700 €, contre 4 157 400 € en 2020, pour un résultat net de 16 700 € contre 78 400 € en 2020.